# 朱美拉阿聯酋酒店
朱美拉阿聯酋酒店（阿拉伯語：فندق الأعمال جميرا أبراج الامارات，亦稱阿聯酋二塔）是一座位於阿拉伯聯合酋長國迪拜的56層酒店。該酒店有40個豪華標間，和對面54層的阿聯酋辦公大樓同為阿聯酋大廈的一部份。其以309（1,014英尺）的高度（略低於阿聯酋辦公大樓）成為世界第三高的酒店。